# آنتوکو ۳۶۸۶
سیارک ۳۶۸۶ (به انگلیسی: 3686 Antoku، نامگذاری:1987EB) سه هزار و ششصد و هشتاد و ششمین سیارک کشف شده‌است که در ۳ مارس ۱۹۸۷ کشف شد.
قدر مطلق سیارک برابر ۱۲٫۴۰ است.